# Zygopetalum triste
Zygopetalum triste är en orkidéart som beskrevs av João Barbosa Rodrigues. Zygopetalum triste ingår i släktet Zygopetalum och familjen orkidéer. Inga underarter finns listade i Catalogue of Life.